# Elitserien i volleyboll för damer 2014/2015

Elitserien i volleyboll för damer 2014/2015  vanns av Engelholms VS. 

## Tabell
Lagen delades upp i två grupper med Engelholms VS, Gislaveds VBK, KFUM Göteborg, Hylte/Halmstad VBK och Svedala Volley i en sydlig grupp och RIG Falköping, Katrineholms VK, Lindesbergs VBK, Sollentuna VK och Örebro Volley i en nordlig grupp. Lagen spelade två hemma- och två bortamatcher mot lagen i samma grupp och en hemma- och en bortamatch mot lagen i den andra gruppen
| Pos | Lag                | M  | V  | F  | P  | SV | SF | SK    | BV   | BF   | BK    | Kvalificering |
| --- | ------------------ | -- | -- | -- | -- | -- | -- | ----- | ---- | ---- | ----- | ------------- |
| 1   | Engelholms VS      | 26 | 26 | 0  | 74 | 78 | 12 | 6,500 | 2160 | 1553 | 1,391 | Slutspel      |
| 2   | Hylte/Halmstad VBK | 25 | 20 | 5  | 62 | 65 | 24 | 2,708 | 2090 | 1758 | 1,189 | Slutspel      |
| 3   | Lindesbergs VBK    | 26 | 20 | 6  | 59 | 67 | 28 | 2,393 | 2213 | 1870 | 1,183 | Slutspel      |
| 4   | Katrineholms VK    | 26 | 19 | 7  | 57 | 64 | 29 | 2,207 | 2106 | 1801 | 1,169 | Slutspel      |
| 5   | Svedala Volley     | 26 | 14 | 12 | 42 | 50 | 41 | 1,220 | 2021 | 1876 | 1,077 | Slutspel      |
| 6   | Örebro Volley      | 26 | 12 | 14 | 37 | 47 | 52 | 0,904 | 2127 | 2113 | 1,007 | Slutspel      |
| 7   | Gislaveds VBK      | 25 | 8  | 17 | 25 | 31 | 59 | 0,525 | 1814 | 2066 | 0,878 | Slutspel      |
| 8   | Sollentuna VK      | 26 | 8  | 18 | 24 | 30 | 59 | 0,508 | 1781 | 2049 | 0,869 | Slutspel      |
| 9   | KFUM Göteborg      | 26 | 2  | 24 | 6  | 12 | 75 | 0,160 | 1492 | 2091 | 0,714 |               |
| 10  | RIG Falköping      | 26 | 1  | 25 | 4  | 12 | 77 | 0,156 | 1535 | 2162 | 0,710 |               |

## Slutspel
|  | Kvartsfinaler                   | Kvartsfinaler         |                     |   | Semifinaler | Semifinaler |  |  | Final | Final |
|  |                                 |                       |                     |   |             |             |  |  |       |       |
|  | 22, 26 och 29 mars              |                       |                     |   |             |             |  |  |       |       |
|  |                                 |                       |                     |   |             |             |  |  |       |       |
|  | Engelholms VS                   | 3                     |                     |   |             |             |  |  |       |       |
|  | Engelholms VS                   | 3                     | 5, 8 och 12 april   |   |             |             |  |  |       |       |
|  | Gislaveds VBK                   | 0                     |                     |   |             |             |  |  |       |       |
|  | Gislaveds VBK                   | 0                     | Engelholms VS       | 3 |             |             |  |  |       |       |
|  | 21, 25, 29, 31 mars och 3 april |                       | Engelholms VS       | 3 |             |             |  |  |       |       |
|  |                                 | Katrineholms VK       | 0                   |   |             |             |  |  |       |       |
|  | Katrineholms VK                 | Katrineholms VK       | 0                   | 3 |             |             |  |  |       |       |
|  | Katrineholms VK                 |                       | 19, 22 och 26 april | 3 |             |             |  |  |       |       |
|  | Svedala Volley                  | 2                     |                     |   |             |             |  |  |       |       |
|  | Svedala Volley                  | 2                     | Engelholms VS       | 3 |             |             |  |  |       |       |
|  | 22, 26 och 29 mars              |                       | Engelholms VS       | 3 |             |             |  |  |       |       |
|  |                                 | Hylte/Halmstad VBK    | 0                   |   |             |             |  |  |       |       |
|  | Hylte/Halmstad VBK              | Hylte/Halmstad VBK    | 0                   | 3 |             |             |  |  |       |       |
|  | Hylte/Halmstad VBK              | 5, 8, 12 och 14 april |                     | 3 |             |             |  |  |       |       |
|  | Sollentuna VK                   | 0                     |                     |   |             |             |  |  |       |       |
|  | Sollentuna VK                   | 0                     | Hylte/Halmstad VBK  | 3 |             |             |  |  |       |       |
|  | 22, 25 och 29 mars              |                       | Hylte/Halmstad VBK  | 3 |             |             |  |  |       |       |
|  |                                 | Lindesbergs VBK       | 1                   |   |             |             |  |  |       |       |
|  | Lindesbergs VBK                 | Lindesbergs VBK       | 1                   | 3 |             |             |  |  |       |       |
|  | Lindesbergs VBK                 |                       |                     | 3 |             |             |  |  |       |       |
|  | Örebro Volley                   | 0                     |                     |   |             |             |  |  |       |       |
|  | Örebro Volley                   | 0                     |                     |   |             |             |  |  |       |       |

- Slutspelet spelas i bäst av 5 matcher